# Vierte Reinigungsstufe
Unter der 4. Reinigungsstufe (in der Schweiz auch MV-Stufe) versteht man einen zusätzlichen Reinigungsschritt in der Klärtechnik. Ihre Aufgabe ist es, schwer abbaubare Spurenstoffe, die in diesem Fall zumeist von Reinigungsmitteln, kosmetischen Produkten oder aus der Medizin stammen, zu eliminieren. Diese Stoffe kommen im Kläranlagenauslauf zwar nur im Bereich von Mikro- oder Nanogramm pro Liter vor, aber viele von ihnen haben auch noch in dieser Konzentration eine nachweislich große negative Wirkung in der Umwelt und auf den Menschen.  Dadurch, dass an vielen Orten auch Trinkwasser aus den Oberflächengewässern gewonnen wird, beziehungsweise die Stoffe über die Gewässer auch ins Grundwasser gelangen, befinden sie sich auch im Trinkwasser und müssen in der Trinkwasseraufbereitung aufwendig beseitigt werden. Zudem sind einige der Stoffe bioakkumulativ, das bedeutet, sie reichern sich in Tieren oder Pflanzen an und somit auch in der menschlichen Nahrungskette.

## Hintergrund

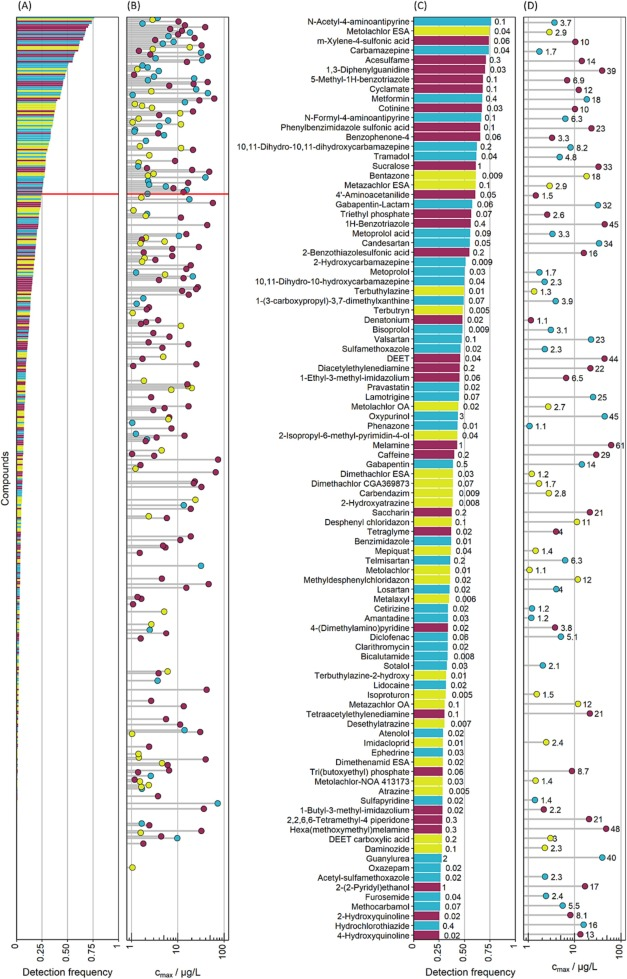
(A) Nachweishäufigkeiten der 504 Spurenstoffe. Rote Linie ist Nachweishäufigkeit von 25 %. (B) Maximale Konzentrationen (cmax) aller Verbindungen mit cmax > 1 µg/L. (C) Nachweishäufigkeiten von 96 Verbindungen, die in mehr als 25 % der Proben nachgewiesen wurden. Die Zahl neben jedem Balken steht für die mittlere Konzentration (cmed) in µg/L. (D) Maximale Konzentrationen (cmax > 1 µg/L) von Verbindungen, die in mehr als 25 % der Proben nachgewiesen wurden. Die Zahl neben jedem Balken steht für die maximale Konzentration (cmax) in µg/L. Pestizide und Biozide sind grün, Arzneimittel blau und andere Chemikalien violett dargestellt.

Man schätzt, dass derzeit weltweit etwa 235.000 (EU etwa 100.000) einzelne chemische Stoffe registriert sind. Eine große Zahl davon wird durch den Menschen in das Abwasser abgegeben. Sind diese persistent, verbleiben sie im Abwasser und gelangen in die Umwelt. Einige davon haben ökotoxische relevante Eigenschaften. In einigen Fällen ist die Chemikalie selbst zwar nicht bedenklich, aber deren Abbauprodukte.
Das Wissen über solche Stoffe ist nicht neu. Allerdings sind sie durch verfeinerte Analysenverfahren heute leichter nachzuweisen. Bereits 1976 wurde eine Studie veröffentlicht, in der Salicylsäure und Clofibrinsäure im Auslauf einer Kläranlage in Kansas City gefunden wurden.
Bei über 1300 Stoffen die im Abwasser vorkommen, weiß man derzeit von ihrem Gefährdungspotenzial. Viele weitere sind diesbezüglich noch nicht ausreichend erforscht. Bei Untersuchungen der Gewässerqualität in europäischen Flüssen durch das Helmholtz-Zentrum für Umweltforschung im Jahr 2022 wurden 610 Chemikalien, deren Vorkommen oder problematische Wirkung bekannt sind genauer betrachtet.
Es wurde analysiert, ob und wenn ja in welchen Konzentrationen sie in den Fließgewässern Europas vorkommen. Dabei wurden 445 Proben aus insgesamt 22 Flüssen ausgewertet. Es konnten 504 der 610 Chemikalien nachgewiesen werden. Das waren:
- 229 Pestizide und Biozide
- 175 pharmazeutische Chemikalien
- Tenside
- Kunststoff- und Gummizusätze (Weichmacher, UV-Stabilisatoren)
- Per- und Polyfluoralkylsubstanzen (PFAS)
- Korrosionsinhibitoren

In 40 Prozent der Proben fand man bis zu 50 der gesuchten Substanzen. In weiteren 41 Prozent waren es zwischen 51 und 100 Chemikalien. Und in 4 Proben konnten sie sogar mehr als 200 organische Mikroschadstoffe belegen. Mit 241 Chemikalien stellten die Forschenden die meisten Substanzen in einer Wasserprobe fest, die aus der Donau stammte.

## Ökotoxikologie
Die Einflüsse der Spurenstoffe auf die Biologie sind vielseitig. Mit zu den in der Öffentlichkeit bekanntesten gehören die der Hormone, die durch die Antibabypille in die Gewässer gelangen. Es konnte in mehreren Studien nachgewiesen werden, dass unterhalb von Einleitungen aus Kläranlagen, bei einer ungewöhnlich hohen Zahl an Fischen eine Verweiblichung stattfindet, was sich negativ auf die Population auswirkt. Auch Estrogenartige künstliche Verbindungen wie der Weichmacher Bisphenol A haben diesen Effekt. Solche Stoffe werden als Endokrine Disruptoren bezeichnet. Es gibt Hinweise darauf, dass sich diese Stoffgruppe auch auf die menschliche Physiologie auswirkt. Andere Stoffe, wie das Benzotriazol, welches in Spülmaschinentabs als Korrosionsschutz für Silberbesteck zugegeben wird, stehen im Verdacht neben der Wirkung als endokriner Disruptor in den gefundenen Konzentrationen Krebserregend zu sein.
Über die humantoxischen Eigenschaften der jeweiligen Verbindungen hinaus, sind manche Stoffe zwar für Säugetiere weniger, aber z. B. für Insekten, Fisch oder Vögel sehr schädlich. Dem wird Rechnung getragen, in dem zum Beispiel zwischen Fisch, Algen, Insekten bzw. Krebstier toxischen Eigenschaften unterschieden wird. Ein Beispiel sorgte für mediale Aufmerksamkeit, als ab 1994 in Südostasien Millionen Geier durch Diclofenac aus Rinder-Kadavern an Nierenversagen starben.

## Multiresistente Bakterien
Ein weiterer relevanter Faktor, ist die Gefahr durch die Verbreitung von multiresistenten Bakterien. Es gibt zwei mögliche Wege, wie diese durch das Abwasser verbreitet werden können. Zum einen, durch Verfrachtung bereits resistenter Stämme in den Vorfluter durch unzureichende Klärtechnik. Die andere Möglichkeit ist der Aufbau von resistenten Kulturen in der Umwelt durch die Einleitung von Antibiotika in die Gewässer, wogegen die vierte Reinigungsstufe helfen soll. Die Unterbindung des Eintrags von Bakterien in die Umwelt wird bereits seit längerem als Hygienisierung unter Verwendung von UV-Licht, Ozon und früher auch Chlor eingesetzt, insbesondere wenn das Wasser weiterverwendet werden soll, oder Badegewässer betroffen sind. Auch Membrananlagen wie Membranbelebungsreaktoren oder eine nachgeschaltete Ultrafiltration erfüllen diesen Zweck durch Sterilfiltration. Dabei werden je nach Intensität der Anwendung und eingesetzter Technik neben den Bakterien auch teils Spurenstoffe entfernt. Inwieweit Membrantechniken mit einem niedrigen Energieverbrauch in der Lage sind Spurenstoffe abzureichern, wird untersucht.

## Gesetzgebung

### In der Schweiz
Seit dem 1. Dezember 2016 ist in der Schweiz die novellierte Gewässerschutzverordnung in Kraft. Danach sind alle Kläranlagen, an die mehr als 80.000 Einwohner angeschlossen sind verpflichtet, eine zusätzliche Reinigungsstufe zur Beseitigung von Spurenstoffen zu installieren. Für Kläranlagen mit über 24.000 Einwohnern im Einzugsgebiet von Seen gilt dasselbe. Zusätzlich sind alle Kläranlagen mit mehr als 8000 Einwohnern betroffen, die entweder Einleitung haben von mehr als zehn Prozent Abwasser, das bezüglich organischer Spurenstoffe ungereinigt ist, in ein Gewässer (Verdünnungsverhältnis im Gewässer), oder bei denen besondere hydrogeologische Verhältnisse vorliegen. Welche Kläranlage bis wann auszubauen ist, entscheiden die Kantone. Das Bundesamt für Umwelt (BAFU) hat die Oberaufsicht über diesen Kläranlagenausbau. Der Ausbau muss bei den betroffenen Kläranlagen bis zum Jahr 2040 abgeschlossen sein.
Um den Reinigungseffekt zu überprüfen, wurden 12 Leitsubstanzen als Marker festgelegt. Sie werden in die Kategorie 1 (sehr gut eliminierbare Substanzen) und in die Kategorie 2 (gut eliminierbare Substanzen) eingeteilt:

Kategorie 1:
- Amisulprid (CAS-Nr. 71675-85-9),
- Carbamazepin (CAS-Nr. 298-46-4),
- Citalopram (CAS-Nr. 59729-33-8),
- Clarithromycin (CAS-Nr. 81103-11-9),
- Diclofenac (CAS-Nr. 15307-86-5),
- Hydrochlorothiazid (CAS-Nr. 58-93-5),
- Metoprolol (CAS-Nr. 37350-58-6),
- Venlafaxin (CAS-Nr. 93413-69-5);

Kategorie 2:
- Benzotriazol (CAS-Nr. 95-14-7),
- Candesartan (CAS-Nr. 139481-59-7),
- Irbesartan (CAS-Nr. 138402-11-6),
- 4-Methylbenzotriazol (CAS-Nr. 29878-31-7) und 5-Methylbenzotriazol (CAS-Nr. 136-85-6) als Gemisch (Tolyltriazol).

Der Reinigungseffekt wird nach folgenden Kriterien ermittelt:
- Die Berechnung des Reinigungseffekts hat aufgrund von mindestens sechs Substanzen zu erfolgen. Dabei muss das Verhältnis der Substanzen der Kategorie 1 zu den Substanzen der Kategorie 2 zwei zu eins betragen.

- Sind bei den zu messenden Substanzen weniger als sechs Substanzen in einer ausreichenden Konzentration vorhanden, so legt die kantonale Behörde in Absprache mit dem Bundesamt für Umwelt – soweit sinnvoll – weitere Substanzen zur Berechnung des Reinigungseffekts fest.

- Maßgebend für die Erzielung des geforderten Reinigungseffekts ist der Mittelwert der prozentualen Eliminationen aller zur Berechnung herangezogenen Substanzen.

Der gesetzlich vorgeschriebene Reinigungseffekt liegt bei 80 % zwischen dem Einleiten in die Kläranlage und dem Einleiten in das Gewässer.
Zusätzlich gelten seit 2020 für die drei Arzneimittel, Azithromycin, Clarithromycin und Diclofenac Grenzwerte in Oberflächengewässer.

### In der EU
Bislang ist die 4. Reinigungsstufe in den EU-Mitgliedsstaaten noch nicht verpflichtend. Im Oktober 2022 legte die EU-Kommission einen Entwurf zur Überarbeitung der Kommunalabwasserrichtlinie (KARL) vor. Am 29. Januar 2024 einigten sich der EU-Rat und das EU-Parlament vorläufig auf eine Novellierung der kommunalen Abwasserrichtlinie 91/271/EWG von 1991. Diese wurde im Anschluss im Trilog-Verfahren verhandelt. Am 10. April 2024 verabschiedete das EU-Parlament die novellierte Kommunalabwasserrichtlinie. Ihr wurde am 5. November 2024 vom EU-Rat mehrheitlich zugestimmt.
Die Richtlinie wurde auf Grund der mittlerweile großen Zahl von Änderungen am 27. November 2024 als Richtlinie (EU) 2024/3019 neu verfasst, am 12. Dezember im EU-Amtsblatt veröffentlicht und trat am 1. Januar 2025 in kraft. Die Mitgliedsstaaten haben nun 31 Monate, also bis zum 31. Juli 2027, Zeit ihre nationalen Rechtsvorschriften an die Neuerung der Richtlinie anzupassen („Umsetzung der Richtlinie“).
Die Novellierung sieht vor, dass neben strengeren Einleitwerten für Stickstoff und Phosphor, persistenten Spurenstoffe zumindest zu Teil abgetrennt werden müssen. Zielvorgabe ist analog zur Schweiz, dass 6 der Leitsubstanzen zu 80 % zwischen der Einleitung in die Kläranlage bis zum Einleiten in das Gewässer beseitigt werden müssen. Dabei werden mindestens 80 % der Investitionen und der Betriebskosten für die 4. Reinigungsstufe nach dem Verursacherprinzip an die Pharma- und Kosmetikindustrie weitergegeben um die Bevölkerung finanziell zu entlasten und einen Anreiz für die Entwicklung umweltfreundlicherer Produkte zu bieten. Außerdem soll der Sektor der kommunalen Abwasserbehandlung bis 2045 energieneutral sein und die Emission von Mikroplastik und PFAS überwacht werden.
Die Umsetzung der Mindestanforderungen aus der KARL ist, je nach Größe der Kläranlage und deren Einwohnerwerte (EW), zeitlich bis 2045 gestaffelt. Es haben Kläranlagen mit über 150.000 EW Priorität und sollen umgehend angepasst werden, da aus ihnen ein erheblicher Teil der Verschmutzungen kommt. Die Anpassungen ist auf nationaler Ebene gestaffelt in:
- 20 % der Anlagen bis zum 31. Dezember 2033,
- 60 %  der Anlagen  bis zum 31. Dezember 2039,
- 100 %  der Anlagen bis zum 31. Dezember 2045.

Kläranlagen mit 10.000 bis 150.000 EW, die in Küstengewässer oder sensible Gewässer einleiten, sind gestaffelt auf nationaler Ebene in:
- 10 %  der Anlagen bis zum 31. Dezember 2033,
- 30 %  der Anlagen bis zum 31. Dezember 2036,
- 60 %  der Anlagen bis zum 31. Dezember 2039,
- 100 %  der Anlagen bis zum 31. Dezember 2045.

Letzteres betrifft Gewässer mit einem niedrigen Verdünnungsverhältnissen, Gewässer aus denen Trinkwasser gewonnen wird und solche die Küstengewässer sind, oder als Badegewässer oder zur Muschelzucht genutzt werden. Den Mitgliedstaaten wird die Möglichkeit eingeräumt, in diesen Gebieten keine Viertbehandlung anzuwenden, wenn eine Risikobewertung ergibt, dass keine potenzielle Gefahr durch Mikroschadstoffe für die menschliche Gesundheit und/oder die Umwelt besteht.

## Ziele und Leitsubstanzen
Zusätzlich zu den EU-Leitsubstanzen (KARL-Liste), die der Schweizer Liste entspricht, wurden auch auf den nationalstaatlichen Ebenen Listen mit relevanten Spurenstoffen erstellt. Die Schweizer-Liste und die KARL-Liste sind Indikatorsubstanzen und dienen der Vergleichbarkeit und Überprüfung der Funktionsfähigkeit der Abwasserreinigungsverfahren.
Sie wurden repräsentativ ausgewählt und sind stellvertretend für Hunderte von Spurenstoffen. Ihr Erscheinen auf den Listen hat nur eine begrenze Aussage über ihre ökotoxigoklogische Relevanz und ihre Langlebigkeit. Inwieweit weitere Substanzen nach Ratifizierung der Richtlinie in die jeweiligen nationalen Rechte überprüft entfernt werden müssen, beschließen die Gesetzgeber. In den Niederlanden wurde eine Liste für 7 von 11 Stoffen (Schweiz und KARL 6 von 12) die zu 80 % zwischen den Zulauf der Kläranlage und dem Auslauf, beseitigt werden müssen geschaffen, die sich auch in ihrer Zusammensetzung leicht unterscheidet. Dies begründet sich darauf, dass einige der Stoffe der KARL-Liste nicht in ausreichend hohen Konzentrationen im Kläranlagenzulauf vorhanden sind. Hinzu kommt eine Beobachtungsliste mit etwa 20 Stoffen. Auch auf europäischer Ebene gibt es eine Watch-Liste, mit bedenklichen Spurenstoffen, die jährlich dem aktuellen Wissenstand angepasst wird.
In Deutschland sind nach Einschätzung des Umwelt Bundesamt die folgende Verbindungen relevante Spurenstoffe. Es sind überwiegend dieselben Stoffe die auf anderen nationalen Listen vorkommen. Relevanz meint hier laut UBA, dass für sie Maßnahmen zur Eintragsreduktion in Gewässer eingeführt werden sollten, hinsichtlich der Gefährdungen die von ihnen ausgehen:
- Acesulfam K (E950)
- Sucralose
- Diclofenac
- Iopamidol
- Oxipurinol (Transformationsprodukt von Allopurinol)
- Valsartansäure
- Stoffgruppe Sartane
- Metformin
- Guanylharnstoff (u. a. Transformationsprodukt von Metformin)
- 1H-Benzotriazol
- Decabromdiphenylether
- Sulfamidsäure
- Trifluoressigsäure
- Galaxolid
- Melamin
- N,N′-Diphenylguanidin
- TMDD
- 6-PPD und 6-PPDC
- Thiacloprid
- Tebuconazol
- Fipronil

## Techniken
Da der Weg zum Erreichen der Zielvorgaben nicht vorgegeben ist, gibt es mehrere mögliche Techniken, die eingesetzt werden können. Sie basieren aktuell mehrheitlich auf Oxidation oder Adsorption der Spurenstoffe. Ein großer Teil der Verbindungen ist zumindest zum Teil in gängigen Kläranlagen abbaubar. Entsprechend kann eine gesteigerte Beseitigung teilweise durch angepasste Klärverfahren erzielt werden. Es konnte zum Beispiel in Studien gezeigt werden, dass die Eliminationsrate für Soffe wie Benzotriazol und Metoprolol durch ein höheres Schlammalter, pro Tag Schlammalter um 2,5 %, besser wurde.
Bislang haben sich drei grundlegende Techniken, zwei mit Aktivkohle und eine mittels Ozon, etabliert. Zudem werden eine Vielzahl von Techniken auf ihre Anwendbarkeit untersucht und zum Teil auch eingesetzt. Dazu gehören zum Beispiel Verfahren, die mit Plasma, Enzymen oder Ultraschall arbeiten, so genannte AOP-Prozesse, Anwendungen mit Zeolithen und Cyclodextrine, Membranverfahren oder Photokatalyse. Auch spezielle Retentionsbodenfilter wie in Rheinbach und abgetrennte Lagunen wie auf der Cabezo Beaza Kläranlage im Spanischen Cartagena können die Vorgaben erfüllen.
Zunehmend werden auch Kombinationen aus verschiedenen Techniken untersucht, da sich die unterschiedlichen Spurenstoffe mit dem jeweiligen Verfahren unterschiedlich gut eliminieren lassen, oder um Kosten zu senken. Da das Einsatzgebiet noch relativ jung ist, viele der Stoffe hat es vor 70 oder 80 Jahren noch gar nicht gegeben, und die Zahl der Chemikalien weiter zunimmt, gibt es noch einen recht hohen Forschungsbedarf.

### Aktivkohle

Block Schema einer GAK – Filtration

Es werden drei verschiedene Arten von Aktivkohle angewendet, die auf Grund unterschiedlicher Korngrößen andere Techniken mit sich bringen. Dies sind PAK (Pulverisierte Aktivkohle), GAK (Granulierte Aktivkohle) und µGAK (ein feineres Granulat).
- GAK wird meist wie ein klassischer Aktivkohlefilter, vergleichbar einem Sandfilter nach der Nachklärung installiert und wird je nach Hersteller von oben oder von unten durchströmt. Diese Filter müssen für gewöhnlich in regelmäßigen Intervallen rückgespült werden, da sich Feststoffe darin ablagern oder ein Bakterienbewuchs entsteht. GAK hat den Vorteil, dass das verbrauchte Granulat regeneriert werden kann und teils bereits installierte Sandfilter umfunktioniert werden können.[35] Durch eine Trennung von vorgeschaltetem Feststoffrückhalt (z. B. mittels Filtration) und nachgeschalteter GAK-Adsorption lassen sich die Anzahl der Bettvolumina und die Standzeit der Kohle im Adsorber bis zum notwendigen Austausch steigern, sowie eine höhere Entfernung von Spurenstoffen und CSB erreichen.[36]

Block Schema eines Ulmer Verfahrens

- PAK kann entweder in das Belebungsbecken zudosiert werden oder in einem nachgeschalteten Kontaktbecken (Ulmer Verfahren) zum Einsatz kommen. Durch die größere Oberfläche ist sie sehr effektiv. Sie ist sehr fein und bedarf in der Regel eines weiteren Reinigungsschritts, um nicht mit dem Ablauf in das Gewässer verfrachtet zu werden. Dafür eignen sich Polstofffiltration (Tuchfilter), MBR oder Sandfilter. Allerdings ist sie Verbrauchsmaterial und wird abschließend mit dem Klärschlamm meist thermisch entsorgt.[37]
- µGAK wird bislang noch nicht sehr häufig eingesetzt. In der Schweiz existieren bereits großtechnische Anlagen und es werden international zunehmend weitere Anlagen damit geplant. Sie kombiniert die Vorteile der anderen beiden Körnungen. µGAK wird von unten im Schwebebett angeströmt.

### Ozonbehandlung

Block Schema einer Ozon Behandlung

Die Behandlung mit Ozon ist sehr effektiv und wird schon lange zur Desinfektion im Abwasserbereich eingesetzt. Es wird auf Grund seiner Instabilität vor Ort direkt vor der Verwendung hergestellt. Überschüssiges Ozon zersetzt sich nach der Behandlung rasch Schadstofffrei zu Sauerstoff. In der Praxis werden Katalysatoren verwendet, um die Zersetzung zu beschleunigen. Allerdings tauchen beim Einsatz von Ozon bei der vierten Reinigungsstufe 2 mögliche Probleme auf:
- Bei hohem Bromid-Gehalt des Wassers, kann dieses zu dem krebserregenden Bromat oxidiert werden.
- Durch die Oxidation können Abbauprodukte entstehen, die teils höheres toxisches Potenzial haben als die Ausgangsstoffe. Diese müssen dann wiederum ihrerseits aus dem Wasser entfernt werden.

Daher bedarf es einer Weiterbehandlung über biologische Stufen, Schönungsteiche oder Aktivkohle. Hierfür kommen auch oft Bio-Sandfilter zum Einsatz, die begrenzt, unter anaeroben Bedingungen und geringer Zugabe von leicht verfügbarem CSB, auch Phosphor, Nitrat und Bromat durch mikrobielle Aktivität verringern können.

### Kombinierte Verfahren
Bedingt durch die unterschiedliche Effizienz der eingesetzten Verfahren auf den jeweiligen Spurenstoff, kommen vermehrt Kombinationen von oxidativen und adsorbierenden Techniken zum Einsatz. Diese Kombination stellen keine Verdoppelung des Aufwandes dar, da jeder Schritt in einer geringeren Intensität durchgeführt werden kann, um zu den Zielvorgaben zu gelangen. Auch eine Vorreinigung über Filtration kann Energie und Chemikalien einsparen.
Aktuell werden vermehrt Anlagen aus einer Kombination von vorgeschalteter Tuchfiltration, Ozon und einer Nachbehandlung mit GAK geplant. Dabei vervielfachen sich die Standzeiten des GAK-Filters und die Vorteile beider Grundprinzipien spielen zusammen.
Auch Anwendungen, bei denen insbesondere MBR-Verfahren eingesetzt werden, sind auf dem Markt. Gerade bei einer Anwendung von PAK ist eine Nachbehandlung nötig, die durch eine MBR gewährleistet werden kann. Zudem wird dadurch weniger Platz benötigt, da es keine Nachklärbecken und Sandfilter gibt. Auch bei AOP-Verfahren, deren Effizienz stark von der Transmission des UV-Lichtes in das Medium abhängen, ist eine vorgeschaltete MBR von großem Vorteil. Zusätzlich werden Chemikalien eingespart und das Wasser wird zuverlässig von Mikroplastik und multiresistenten Keimen gereinigt.

## Aktuelle Situation

### In der Schweiz
In der Schweiz wird bereits deutlich länger an der Umsetzung einer 4. Reinigungsstufe gearbeitet. Entsprechend sind bereits im Verhältnis mehr Kläranlagen damit ausgestattet. Seit 2014 sind bereits rund 25 Anlagen aufgerüstet worden, bei fast 50 laufen Planung oder Bau. Es wird angenommen, dass es bis 2040 insgesamt 120 sein werden.
Bereits umgesetzte Anlagen 2024 sind: Abwasserverband Altenrhein, Bassersdorf, Delémont, Ecublens, Egg-Oetwil, Fehraltorf, Flos – Wetzikon, Furthof, Glarnerland, Gossau-Grüningen, Herisau, Lützelmurgtal (Aadorf), Moos – Amriswil, Morgental, Neugut, Niederglatt, Oberglatt, Penthaz, Porrentruy, Reinach, Schönau, Thunersee, Klärwerk Werdhölzli
In der Schweiz zeichnen sich durch den zeitlichen Vorsprung die ersten Ergebnisse ab. So konnte zum Beispiel, trotz steigender Bevölkerung, die Fracht an Diclofenac, den am häufigsten in den Gewässern gefundene Medikamentenrückstand, in den sechs Haupteinzugsgebieten im Kanton Zürich im Vergleich von 2015–2017 zu 2018–2020 um mehr als 50 % reduziert werden.

### In Deutschland
Bisher wurden verschiedene Techniken vor allem in Baden-Württemberg und in Nordrhein-Westfalen umgesetzt. In Nordrhein-Westfalen sind Stand Mai 2024 22 der insgesamt rund 600 kommunalen Kläranlagen mit einer 4. Reinigungsstufe ausgestattet. Zehn weitere befinden sich im Bau und 17 in der konkreten Planung. Nordrhein-Westfalen hat 43 Kläranlagen mit Einzugsbereichen von mehr als 150.000 Einwohnern. In Baden-Württemberg sind Stand April 2024 30 Kläranlagen mit einer 4. Reinigungsstufe ausgebaut. 31 weitere befinden sich in der Planung oder im Bau. In den anderen Bundesländern werden aktuell vier weitere Anlagen mit einer 4. Reinigungsstufe betrieben. Eine in Bayern, eine in Berlin, eine in Schleswig-Holstein und eine in Hessen. In Bayern sind derzeit 13 Anlagen in konkreter Planung oder im Bau. Langfristig sollen dort etwa 90 Anlagen mit einer Spurenstoff-Elimination nachgerüstet werden.
Insgesamt sind derzeit (Stand Dezember 2023) folgende 54 kommunale Kläranlagen mit einer 4. Reinigungsstufe ausgerüstet: Albstadt-Ebingen (bereits seit 1992), Albstadt-Lautlingen, Augustdorf, Bad Oeynhausen, Bad Sassendorf, Baden-Baden/Sinzheim, Barntrup, Böblingen-Sindelfingen, Dagersheim-Darmsheim, Dülmen, Emmingen-Liptingen, Eriskirch, Espelkamp, Fridingen, Friedrichshafen, Greven, Gütersloh – Putzhagen, Halzhausen, Harsewinkel, Hechingen, Heidelsheim, Herford – ZKA, Immendingen-Geisingen, Immenstaad, Karlsruhe, Kressbronn, Lahr, Laichingen, Langwiese (Ravensburg), Lemgo-Grevenmarsch, Lübbecke, Mannheim, Mittleres Glemstal (Leonberg), Mörfelden-Walldorf, Obere Lutter, Öhringen, OWA Tegel, Pforzheim, Rheda-Wiedenbrück, Rheinbach, Rietberg, Schloss Holte-Stukenbrock, Schwerte, Soers, Steinhäule (Ulm), Stockacher Aach, Tübingen, Überlinger See (Uhldingen-Mühlhofen), untere Hardt (Leimen), Vierlinden, Warburg, Weißenburg in Bayern, Wendlingen am Neckar, Westerheim.

### In Österreich
In Österreich gibt es bislang keine Kläranlagen mit gebauter 4. Reinigungsstufe (Stand 2022). Es wurden allerdings Forschungsprojekte durchgeführt.

### Im Bodensee-Einzugsgebiet
Der Bodensee ist Europas größtes Trinkwasserreservoir. Im Jahr 2015 wurden allein in Baden-Württemberg vier Millionen Menschen durch die Bodensee-Wasserversorgung mit Trinkwasser beliefert. Entsprechend ist die Zusammenarbeit der angrenzenden Länder sehr wichtig. Es gibt bereits seit längerem strengere Auflagen für die Landwirtschaft und die Kläranlagen im Einzugsgebiet des Bodensees als in anderen Einzugsgebieten. 2024 werden bereits 80 % des Abwassers im Bodenseekreis in Anlagen geklärt, die mit einer 4. Reinigungsstufe ausgestattet sind.

## Kritik
Eine häufig geäußerte Kritik bezieht sich auf die mangelnde Effizienz dieser End-of-pipe-Technologie hinsichtlich der teils diffusen Eintragswege und dem Unvermögen der Technik selbst, alle Substanzen zu beseitigen. Zusätzlich entstehen bei oxidativen Verfahren teilweise neue Substanzen, die wir noch nicht einmal kennen. Die vierte Reinigungsstufe könne nicht die alleinige Lösung sein. Es wird gefordert, dass nach Lösungen an der Quelle gesucht wird, was allerdings ein Zusammenspiel aller Akteure, inklusive des Verbrauchers, benötigen würde.
In einer Stellungnahme der Baden-Württembergischen Kläranlagenbetreiber, in Zusammenarbeit mit dem KomS (Kompetenzzentrum Spurenstoffe Baden-Württemberg), wurde 2015 dargelegt, dass die Technische Anwendung die Vorgaben erfüllt. Die Trinkwasseraufbereitung wird unterstützt und ein Teil der sonst hier anfallenden Kosten zur Kläranlage verschoben. Aber nur ein Teil der Emissionen gehen den Weg über die Kläranlage. Laut der Stellungnahme müssten die Produkte und das Verbraucherverhalten entschieden geändert werden. Ein vorbeugender Gewässerschutz könne langfristig nur dann gelingen, wenn die Landwirtschaft, die Industrie sowie die kommunale und die industrielle Abwasserreinigung einen zusätzlichen Beitrag zur Schadstoffreduktion leisten.
Der Bundesverband der Energie- und Wasserwirtschaft kritisierte auf Grund einer Studie 2018, dass durch die vierte Reinigungsstufe die Abwassergebühren Deutschlandweit um 17 % steigen würden. Eine Schadstoffvermeidung wäre der effektivste Weg. Es wird bemängelt, dass auch die weitere Stufe nicht in der Lage ist, alle unerwünschten Stoffe vollständig aus dem Wasser zu entfernen und man daher an der Quelle der Verschmutzung ansetzen müsse. Die Kosten sind mit geschätzten 1,2 Milliarden Euro jährlich sehr hoch, und müssten im ersten Schritt an den Verbraucher weiter gegeben werden. Die Richtlinie würde der Industrie zu wenig Anreize geben, Alternativen zu entwickeln.
Aus Sicht der Pro Generika ist der Anteil der Beteiligung der Pharmaindustrie an den Kosten eine „unfaire Kostenbelastung“. Die geplante Regelung würde die Generika-Hersteller schwer belasten. Diese ständen bei dem Großteil der Produkte bereits seit Jahren unter Druck. Aus Sicht des Verbandes könnte die Regelung die Medikamenten-Knappheit massiv verschärfen.
Die Regelung nach dem Verursacherprinzip ist laut Pharma- und Kosmetikindustrie hart, obwohl 92 % der Schadstoffe im Abwasser auf diese Industrien zurückzuführen sind und diese für 80 % der Modernisierungskosten der Kläranlagen aufkommen sollen. Es würden auch Betriebe betroffen, die wenige oder gar keine Spurenstoffe verwenden. Die Kosten für manche Produkte könnten sich vervielfachen. Die verweist darauf, dass auch die Chemie und die Landwirtschaft zu den Spurenstoffen beitrage. Zudem würden Langzeitstudien zu den Folgen dieser Schadstoffe fehlen. Die Industrieverbände befürchten finanzielle und wirtschaftliche Folgen für den Standort Deutschland.